# Попешть (Мечука, Вилча)
Попешть, Попешті (рум. Popești) — село у повіті Вилча в Румунії. Входить до складу комуни Мечука.
Село розташоване на відстані 168 км на захід від Бухареста, 49 км на південний захід від Римніку-Вилчі, 49 км на північ від Крайови.

## Населення
За даними перепису населення 2002 року у селі проживали 384 особи, з них 381 особа (99,2%) румунів. Рідною мовою 381 особа (99,2%) назвала румунську.